# Irondale (Ohio)
Irondale é uma vila localizada no estado norte-americano de Ohio, no Condado de Jefferson.

## Demografia
Segundo o censo norte-americano de 2000, a sua população era de 418 habitantes.
Em 2006, foi estimada uma população de 408, um decréscimo de 10 (-2.4%).

## Geografia
De acordo com o United States Census Bureau tem uma área de
3,7 km², dos quais 3,6 km² cobertos por terra e 0,1 km² cobertos por água. Irondale localiza-se a aproximadamente 177 m acima do nível do mar.

## Localidades na vizinhança
O diagrama seguinte representa as localidades num raio de 12 km ao redor de Irondale.